# Banc de sable du Columbia
Le banc de sable du Columbia (anglais : Columbia River Bar) est un ensemble de bancs de sable à l'embouchure du fleuve Columbia entre les États américains de l'Oregon et de Washington.
À cet endroit, le courant du fleuve se dissipe dans l'océan Pacifique en créant des vagues et des dépôts de sédiments. Ceci est également associé à la marée.
C'est un endroit notoire par sa difficulté à y naviguer, où se situe au cap Disappointment la plus grande station de recherche et sauvetage de la côte nord-ouest des garde-côtes américains.